# Klaus Jäckle
Klaus Jäckle (* 14. November 1963 in Waldkirch) ist ein deutscher Gitarrist, Komponist und Arrangeur in den Bereichen Klassik, Pop und Rock. Er ist sowohl Konzert-, Live- als auch Studio-Gitarrist.

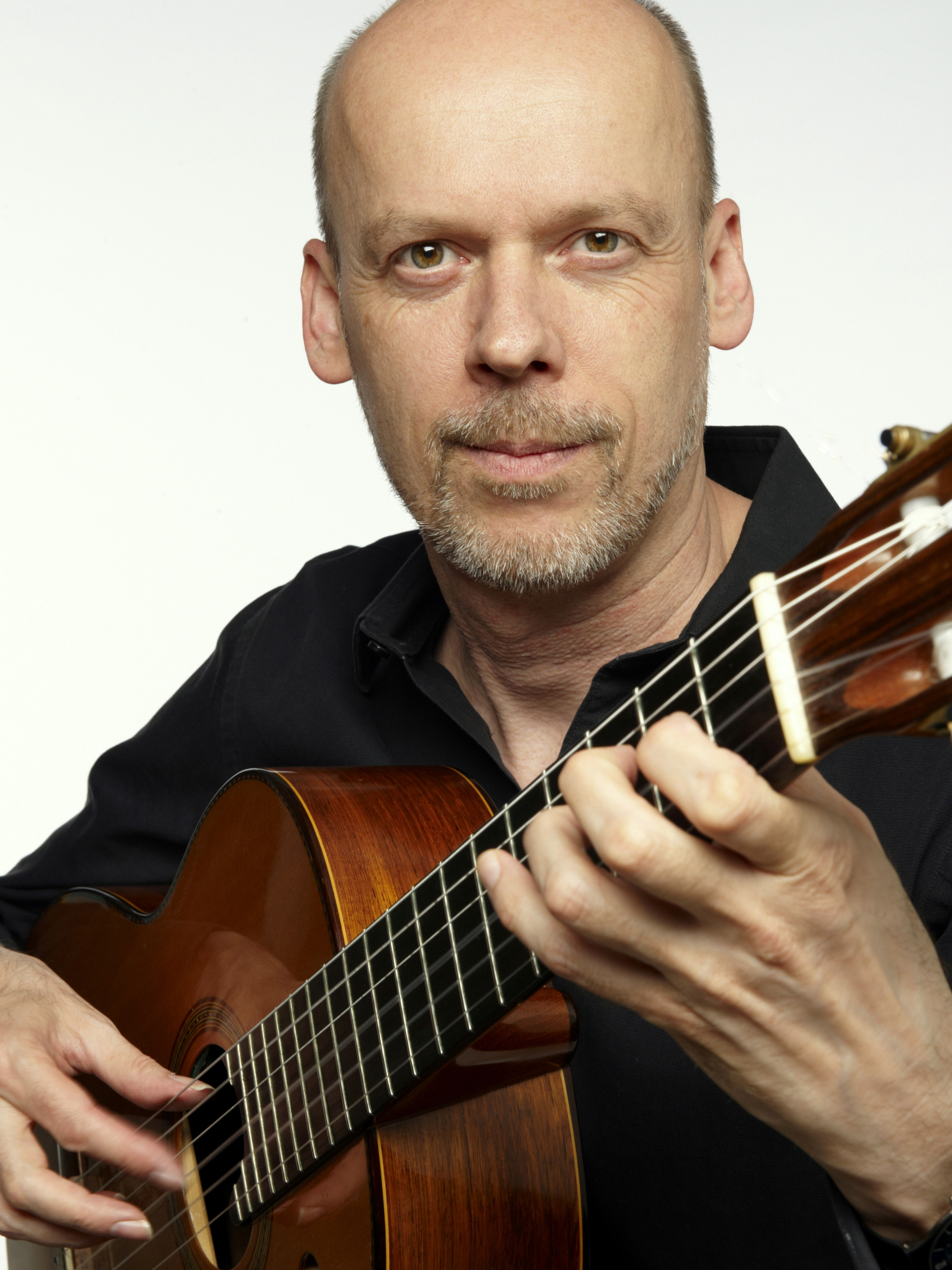
Klaus Jäckle

## Werdegang
Jäckle erhielt seinen ersten Gitarren-Unterricht bei Boris Bagger in Baden-Baden. Er absolvierte mit Auszeichnung das Salzburger Mozarteum bei Ekard Lind und Matthias Seidel. Wesentlich beeinflusst hat ihn auch sein Mentor und Freund Pepe Romero, der sein Spiel ein „bewegendes Erlebnis“ nennt. Darüber hinaus sprang er für Pepe Romero als Solist ein. Er ist in direkter Linie ein Schüler von Francisco Tárrega, Vater der spanisch-klassischen Gitarrenmusik. Jäckle absolvierte Meisterkurse bei Julian Bream, Eliot Fisk und Wolfgang Lendle. Über die Grenzen seines Instruments hinaus hatte er außerdem aktiven Unterricht bei Nikolaus Harnoncourt und Clemens Hagen (Hagen-Quartett).
Als Solist und Kammermusiker spielte Jäckle auf dem Schleswig-Holstein Musik Festival und in der Berliner Philharmonie, im Leipziger Gewandhaus sowie im Münchener Gasteig. Er trat unter anderem in Wien, Prag, Paris, Florenz, Sacramento, Los Angeles und Austin sowie auf dem Meer bzw. auf der MS Deutschland auf – darunter mit Tilman Lichdi, Tenor, Friederike von Krosigk, Kastagnetten-Virtuosin, Tabea Zimmermann, Viola, Irena Grafenauer und Anette Maiburg, jeweils Flöte, dem „Duo Esculando“ mit Anna Lenda, Violoncello, dem Ensemble „Los Romeros“ und dem Gewandhaus-Quartett. Ferner war er 10 Jahre mit Marshall & Alexander auf Kirchen-Tourneen durch Deutschland in über 100 Städten unterwegs. Der Gitarrist Klaus Jäckle spielte auch unter anderem für Herbert von Karajan und für die Prinzessin von Tonga.
Von 1991 bis 2020 lebte Klaus Jäckle als freischaffender Solist und Kammermusiker in Nürnberg. Ab 2010 ging er einer Lehrtätigkeit an der Städtischen Musikschule in Bamberg nach und von 2017 bis 2020 unter anderem auch am musischen Markgraf-Georg-Friedrich Gymnasium in Kulmbach. Seit 2020 unterrichtet Jäckle an der Musikschule der Stadt Stuttgart, wo er auch derzeit seinen Lebensmittelpunkt hat.

## Interpretation
Klaus Jäckle spielt auf einer Gitarre von Friedemann Pods (Möhrendorf). Man sagt ihm nach, dass er nicht einfach nur begleite, sondern die Musik gefühlvoll für die Gitarre übersetze – dabei sei sein Spiel stets „Poesie und Leidenschaft zugleich“. Jäckle versteht sein musikalisches Wirken nicht nur als Beruf, sondern vielmehr als Berufung. Er sieht sich daher selbst als geistiger Schüler Robert Schumanns, dessen einstigen Grundsatz er sich verpflichtet fühlt: „Licht senden in die Tiefe des menschlichen Herzens – des Künstlers Beruf!“. Darüber hinaus ist ein großes Vorbild von Jäckle der Virtuose Paco de Lucía mit seinem Spiel an der Flamenco-Gitarre. Ebenso wie de Lucía bedient Jäckles Gitarrenspiel die verschiedenen Klang-Erlebnisse: Von Leidenschaft und Rhythmik bis hin zur Empfindsamkeit und Melancholie.

## Preise und Auszeichnungen
Für die Mitwirkung am Album „Götterfunken“ von Marshall & Alexander erhielt er unter anderem eine goldene Schallplatte für über 100.000 verkaufte CDs.
- 1990: „Lilli-Lehmann-Medaille“ der Internationalen Stiftung Mozarteum in Salzburg[4]
- 1997: „Wolfram-von-Eschenbach Kulturförderpreis“ des Bezirks Mittelfranken
- 1998: Preisträger bei einem internationalen Gitarrenwettbewerb in Plowdiw, Bulgarien
- 2007: Förderpreis der Stiftung Studium Wissenschaft und Kunst der Stadt Nürnberg[5]
- 2015: Kulturförderpreis der Stadt Nürnberg[6]

Dem Künstler wurden etliche Kompositionen eigens geschrieben. Werke widmeten ihm unter anderem folgende Komponisten:
- Werner Heider
- Heinrich Hartl
- Stefan Hippe
- Klemens Vereno

## Notenausgaben
Klaus Jäckle ist ein „Stilist der besonderen Güte“ und zählt zu den vielseitigen Musikern seines Fachs. Noteneditionen hat er hervorgebracht bei:
- Doblinger (Schubert: Arpeggione-Sonate),
- Edition Margaux (Piazzolla: Libertango),
- Edition Margaux (Piazzolla & Ravel: Bolero, 4 Gitarren)
- Edition 49 (Bach, Mendelssohn),
- Edition Hage (guitarguitar)

## Diskografie
CDs und LPs mit Solo- und Kammermusik dokumentieren Klaus Jäckles Schaffen. Rundfunkaufnahmen für den Bayerischen Rundfunk, den Österreichischen Rundfunk und den Slowenischen Rundfunk ergänzten seine Tätigkeit.

### Singles & Alben
- 1997: Heitor Villa-Lobos Werke für und mit Gitarre (CD Bayer Records BR 100 291)
- 2000: Nuances – Neue Musik für Flöte und Gitarre (CD NCA 9912847-215)
- 2000: Johann Sebastian Bach (CD Bayer Records 100 332)
- 2001: Tango (CD meta records 010)
- 2005: Bolero (Hybrid SACD | Membran International GmbH)
- 2008: Franz Schubert: Nacht und Träume (CD 43047, LP 83047 clearaudio)
- 2008: Ein Lied in Zusammenarbeit mit Marc Marshall (auf Tony Marshalls Album Wie nie)
- 2009: Una Hora Española (CD 43051/LP 83051 clearaudio)
- 2010: Francisco Tárrega (1852–1909) Musik für Gitarre (CD 43054/LP 83054 clearaudio)
- 2012: Träumerei (CD 43062/LP 83062 clearaudio)
- 2017: Winterreise (CD Lichdi Records)
- 2019: Müllerin (CD Lichdi Records)